# Castelo de Soto (Aller)

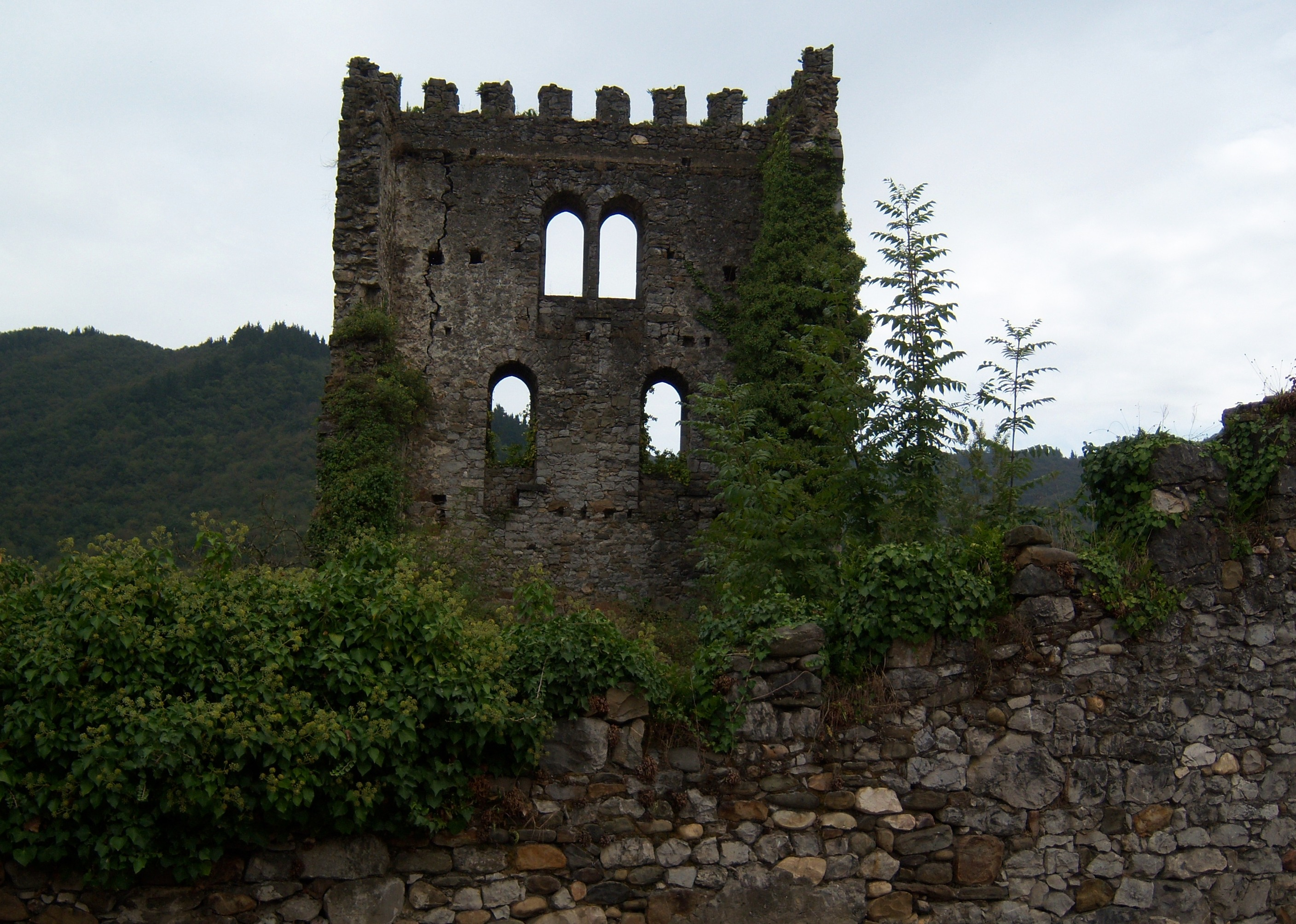
Torre de Soto

O Castelo de Soto localiza-se na povoação de Soto, no município de Aller, na província e comunidade autónoma das Astúrias, na Espanha.
O castelo encontra-se actualmente em ruínas, subsistindo apenas parte da muralha, a fachada de uma das torres e o portão de armas.